# Bromus ciliatus
Bromus ciliatus är en gräsart som beskrevs av Carl von Linné. Bromus ciliatus ingår i släktet lostor, och familjen gräs. Inga underarter finns listade i Catalogue of Life.

## Bildgalleri

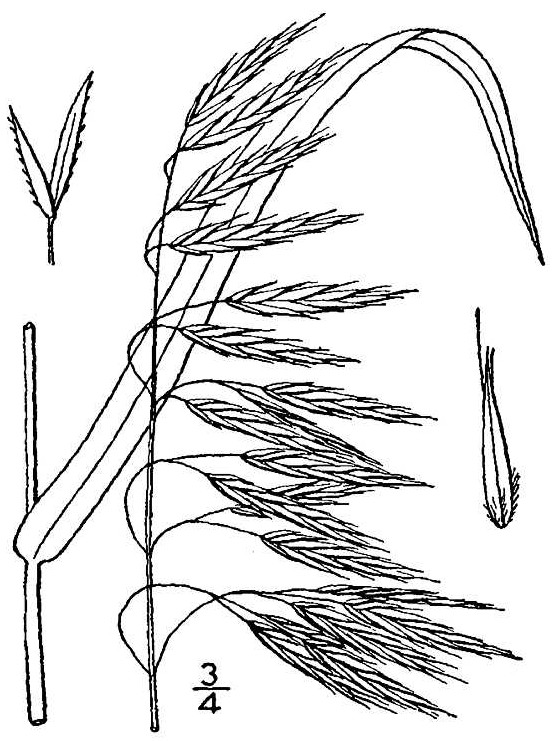
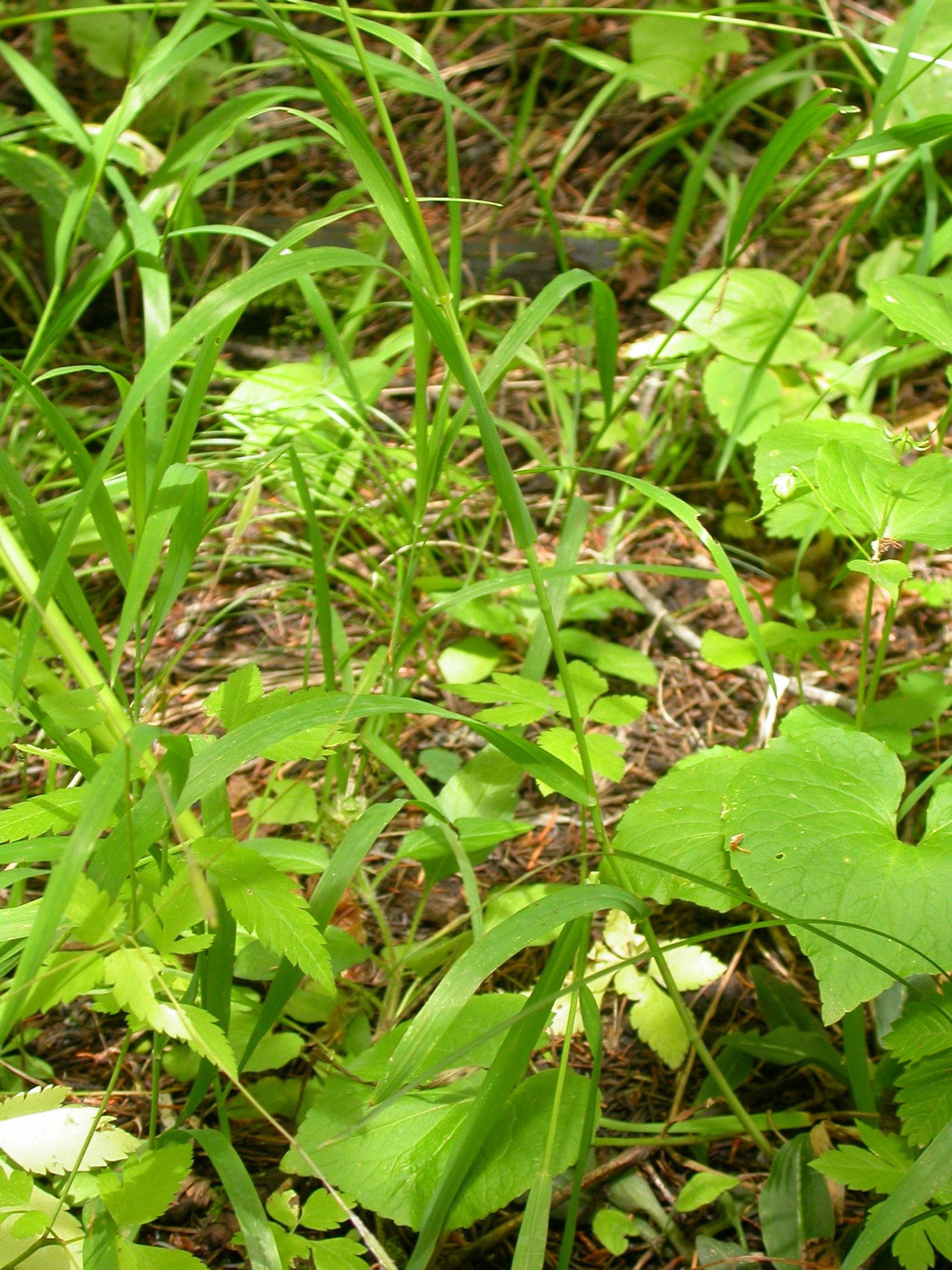
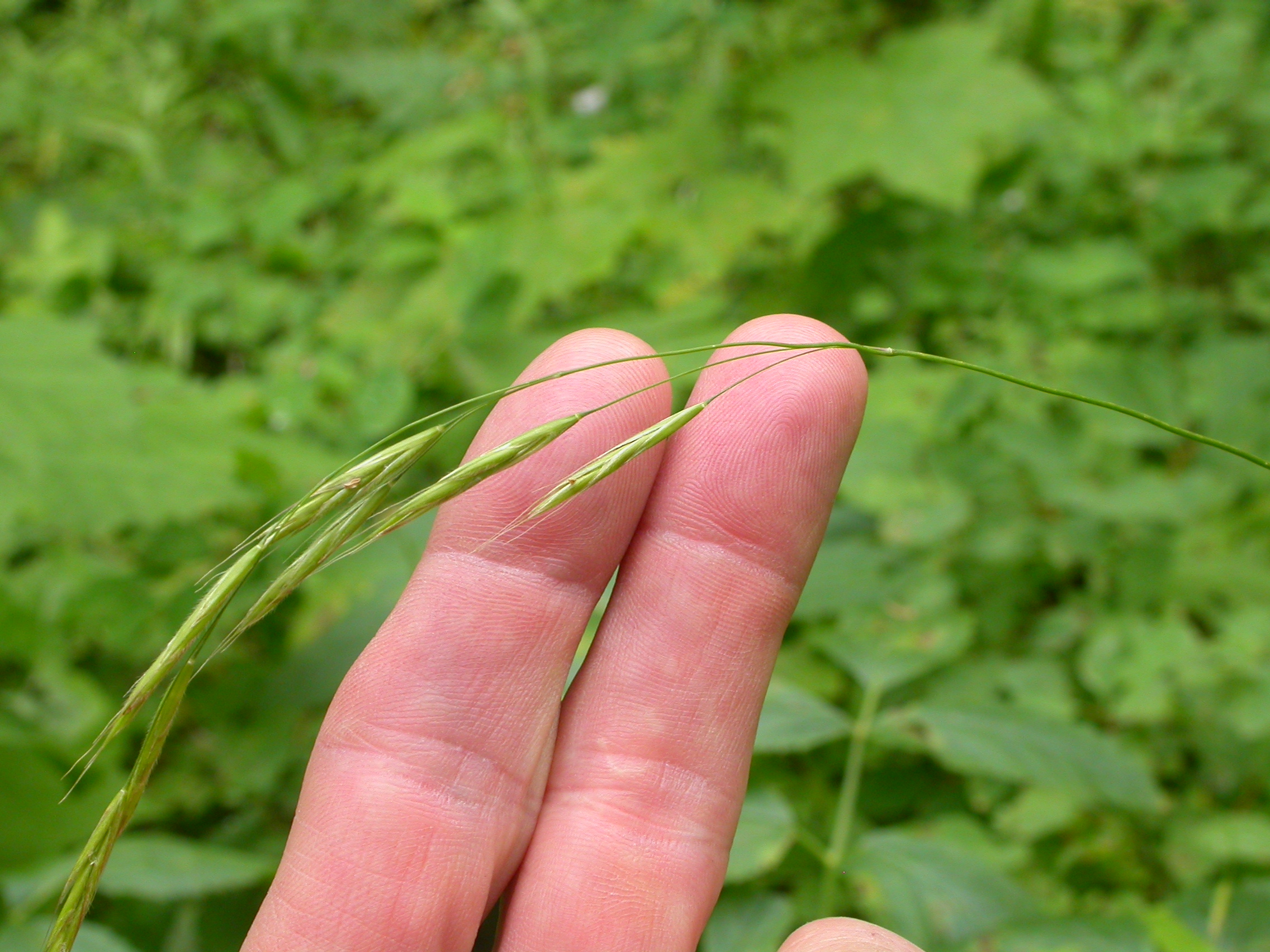
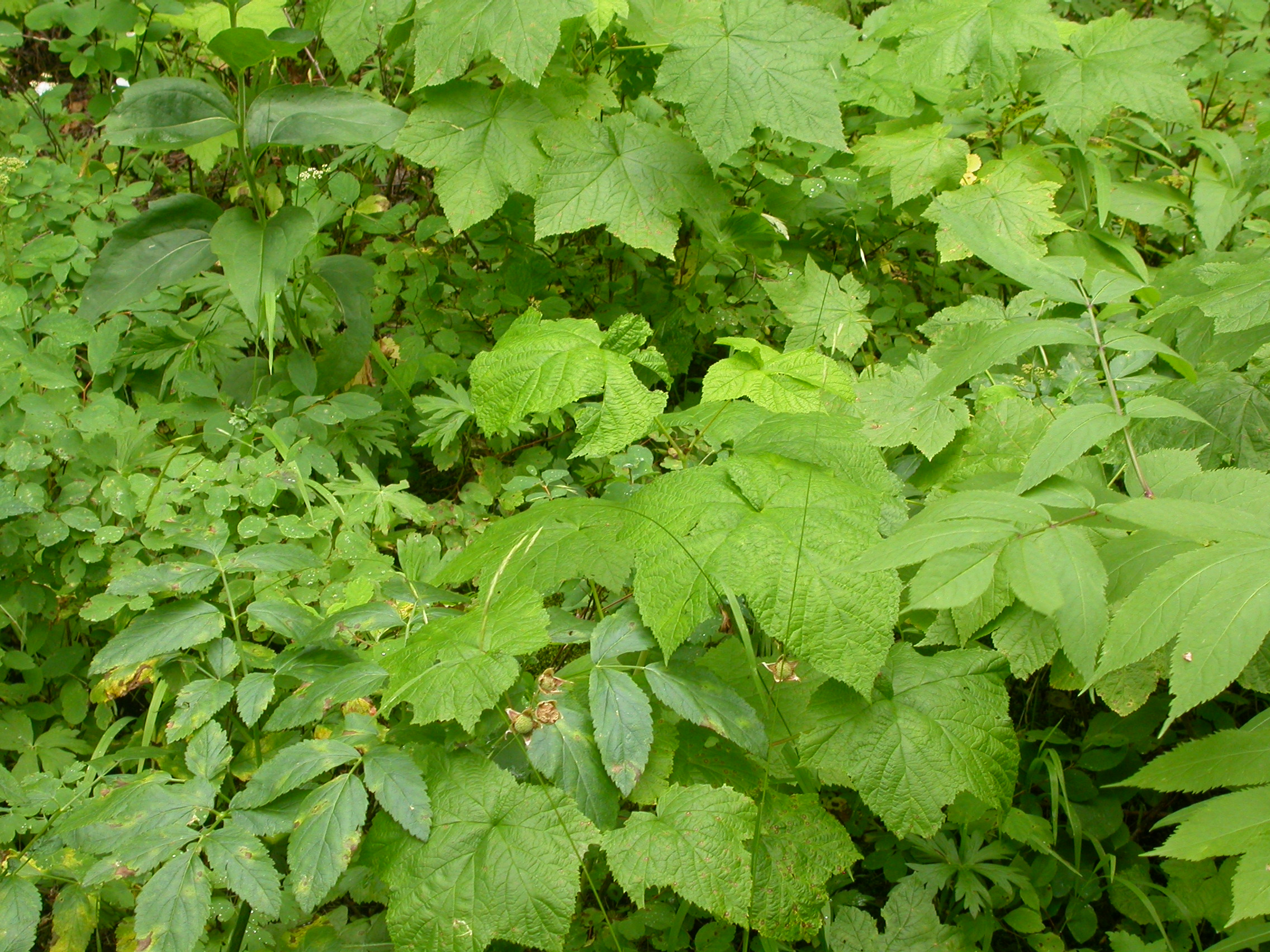